# Benjamin Frosterus

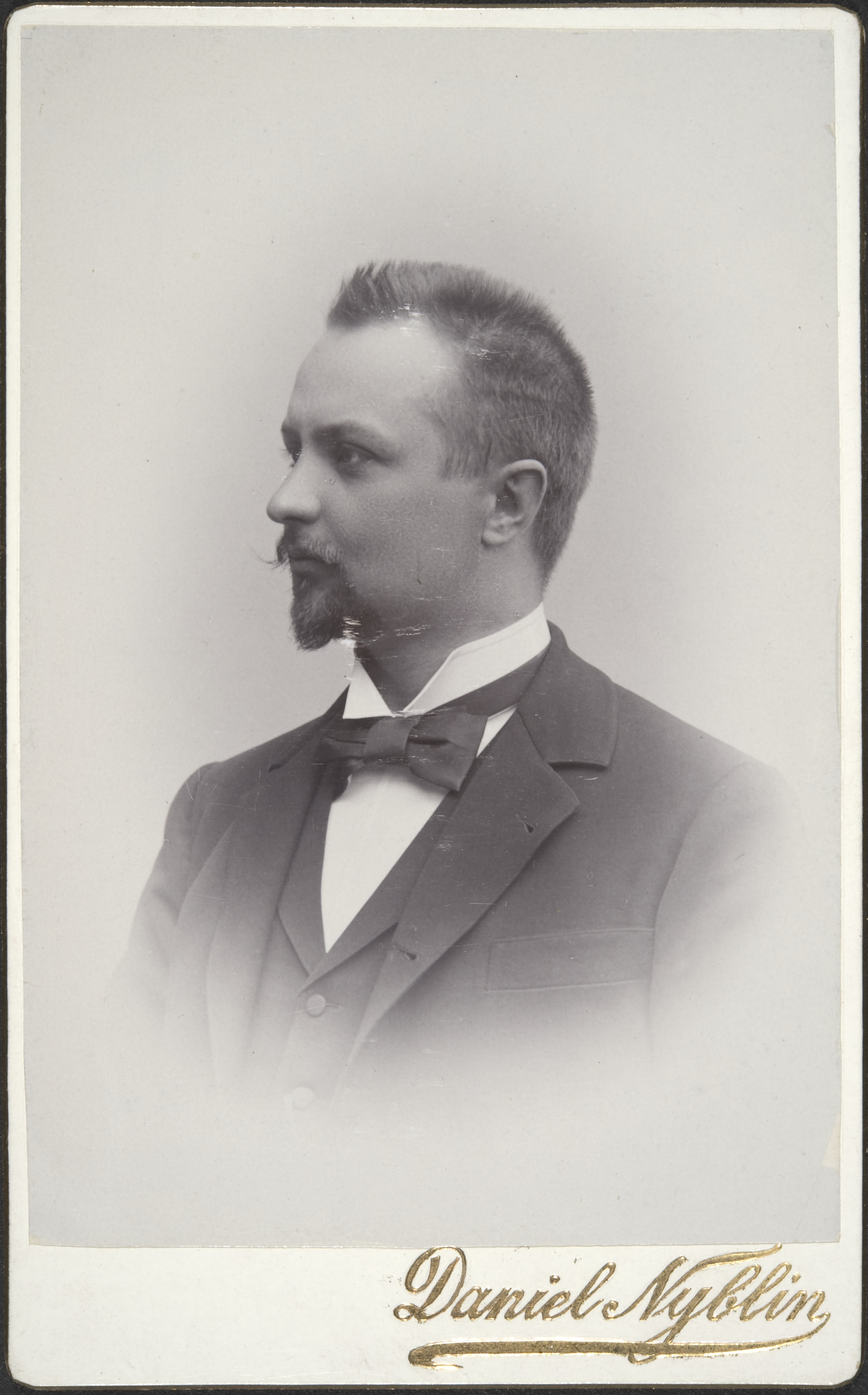
Benjamin Frosterus ca. 1898 (av Daniel Nyblin).

Gustaf Benjamin Frosterus, född 30 oktober 1866 i Borgå, död 1 april 1931 i Helsingfors, var en finländsk geolog. Han var son till Johan Gustaf Frosterus, bror till Hanna Frosterus-Segerstråle och kusin till Sigurd Frosterus.
Frosterus blev 1889 filosofie kandidat och statsgeolog. Efter studier hos Harry Rosenbusch i Heidelberg blev han 1895 filosofie licentiat samt var 1893–1919 e.o. lärare i mineralogi och geologi vid Polytekniska institutet och Tekniska högskolan i Helsingfors. Som geolog kom han ganska snart att ägna sig åt nyttiga bergarter och mineral samt marklära (agrogeologi). Senare inriktade han sig helt på sistnämnda område, inom vilket han uppnådde en ledande och internationellt erkänd ställning. Frosterus kallades till ledamot av Finska Vetenskaps-Societeten år 1908.